# Campania prezidențială a lui Donald Trump din 2016
Campania prezidențială a lui Donald Trump din 2016 a început în mod oficial la data de 16 iunie 2015, fiind anunțată la turnul său din New York. Trump a fost candidatul Partidului Republican pentru poziția de președinte în cadrul alegerilor prezidențiale din Statele Unite ale Americii datorită câștigării alegerilor primare republicane din acel an de la Convenția Națională Republicană. Trump l-a ales pe Mike Pence, guvernatorul de la acel moment al statului Indiana, ca partener electoral și vicepreședinte. 
La data de 8 noiembrie 2016, Trump și Pence au fost aleși pentru funcțiile de președinte și vicepreședinte. Pozițiile populiste, aflate în opoziție față de imigrația ilegală și numeroase acorduri economice, precum Parteneriatul Trans-Pacific, i-au asigurat lui Trump popularitatea, în special în cadrul grupării demografice de bărbați albi,, al proletariatului și al lucrătorilor, și al celor ce nu au optat pentru continuarea învățământului superior.
De-a lungul campaniei electorale, Donald Trump a făcut o serie de remărci controversate, ceea ce i-a asigurat notorietate și faimă în cadrul mass-mediei și rețelelor de socializare. Mitingurile electorale ale lui Trump au atras mulțimi mari de oameni, dar și mai multe controverse. Unele astfel de evenimente au fost marcate de violențe între susținătorii lui Trump și protestatari opuși lui și lipsă de respect față de jurnaliști. Trump însuși a fost acuzat de incitare la violență. Astfel de acțiuni însă vor fi caracteristice ambelor părți. La 11 martie 2016 un astfel de miting planificat în Chicago a fost anulat, cauza fiind protestele de amploare care au avut loc în acea perioadă. 